# Destratificatore d'aria

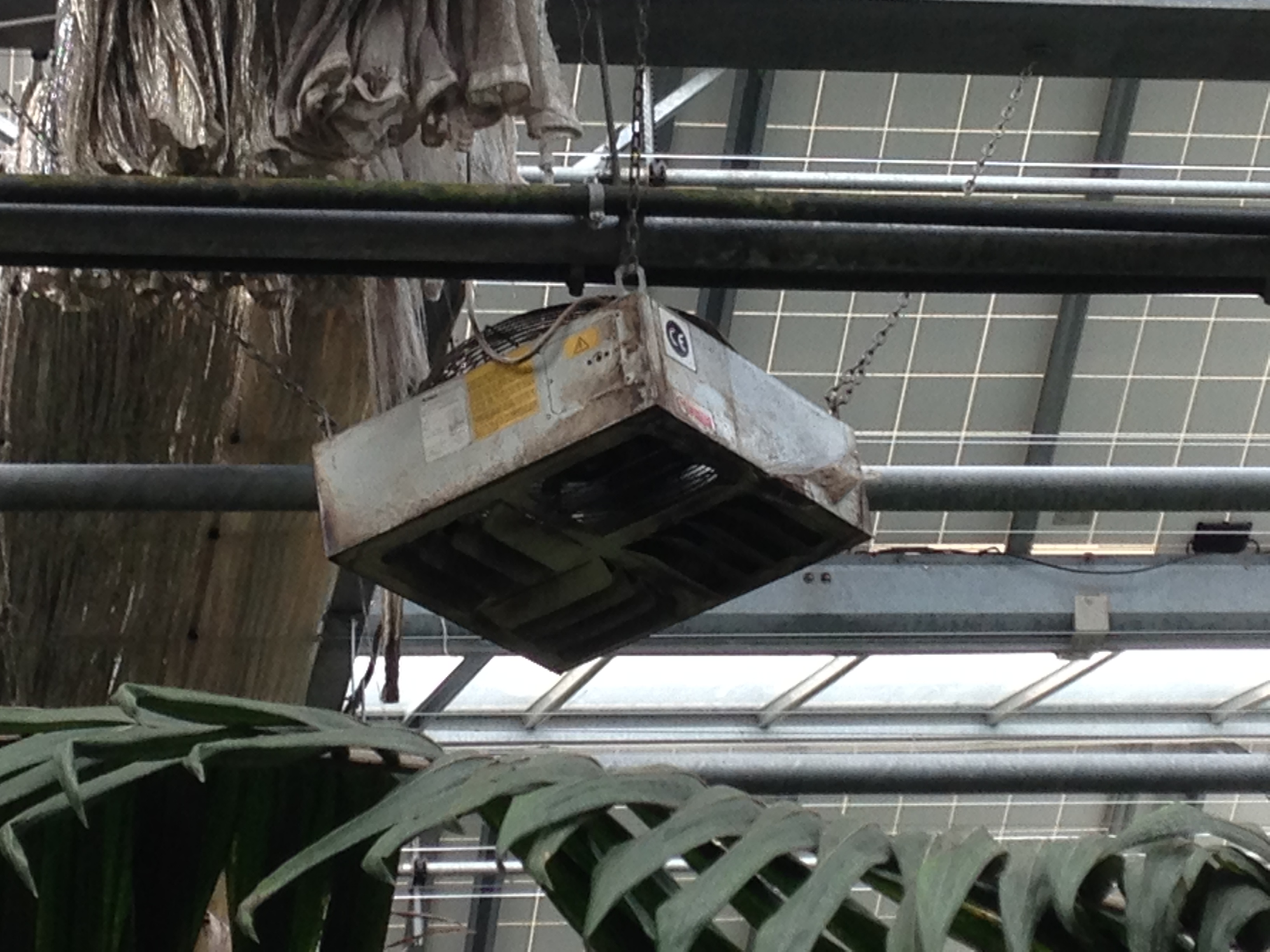
Un destratificatore d'aria

Il destratificatore d'aria è un apparecchio elettrico che serve per mandare verso il basso l'aria calda stratificata verso il soffitto.

## Composizione e funzionamento

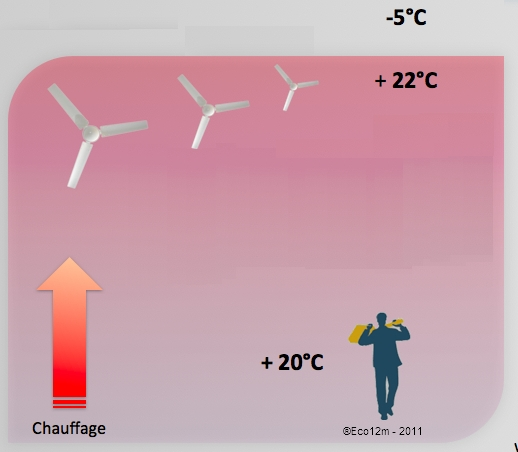
Schema dimostrativo sul funzionamento della destratificazione dell'aria in un ambiente

Si tratta di un apparecchio di forma quadrata, rotonda, ecc... montato sospeso al soffitto oppure montato a parete composto da una ventola con motore monofase o trifase rivolta con la parte aspirante verso l'alto, da varie alette e/o diffusori orientabili, da un regolatore di velocità e/o da un pannello comandi a distanza. Viene impiegato normalmente in spazi molto grandi chiusi soggetti a dispersioni termiche come ad esempio i capannoni industriali, le palestre, ecc... . Il funzionamento consiste nel riportare verso il basso distribuendo e miscelando in tutto l'ambiente l'aria calda stratificata verso il soffitto prodotta da altre fonti di riscaldamento quali aerotermi, caloriferi, e così via. Con questo sistema si evitano dispersioni termiche mantenendo caldo tutto l'ambiente. Inoltre può essere impiegato anche d'estate per i ricambi d'aria nell'ambiente e/o per ridurne l'umidità. Nuovi modelli permettono di impostare anche l'accensione automatica tramite un termostato regolabile in grado di misurare la temperatura al di sotto del soffitto sul quale è installato l'apparecchio. Altri modelli possono comprendere una ventola che aspira l'aria calda soffiandola all'interno di un tubo diffondendola tramite dei diffusori installati su quest'ultimo nell'ambiente. Il modello più efficiente e meno fastidioso per gli operai è un modello a velocità variabile in funzione della temperatura a soffitto. In tal modo non si generano fastidiose correnti d'aria comuni nei destratificatori con termostato on-off.

## Rumorosità

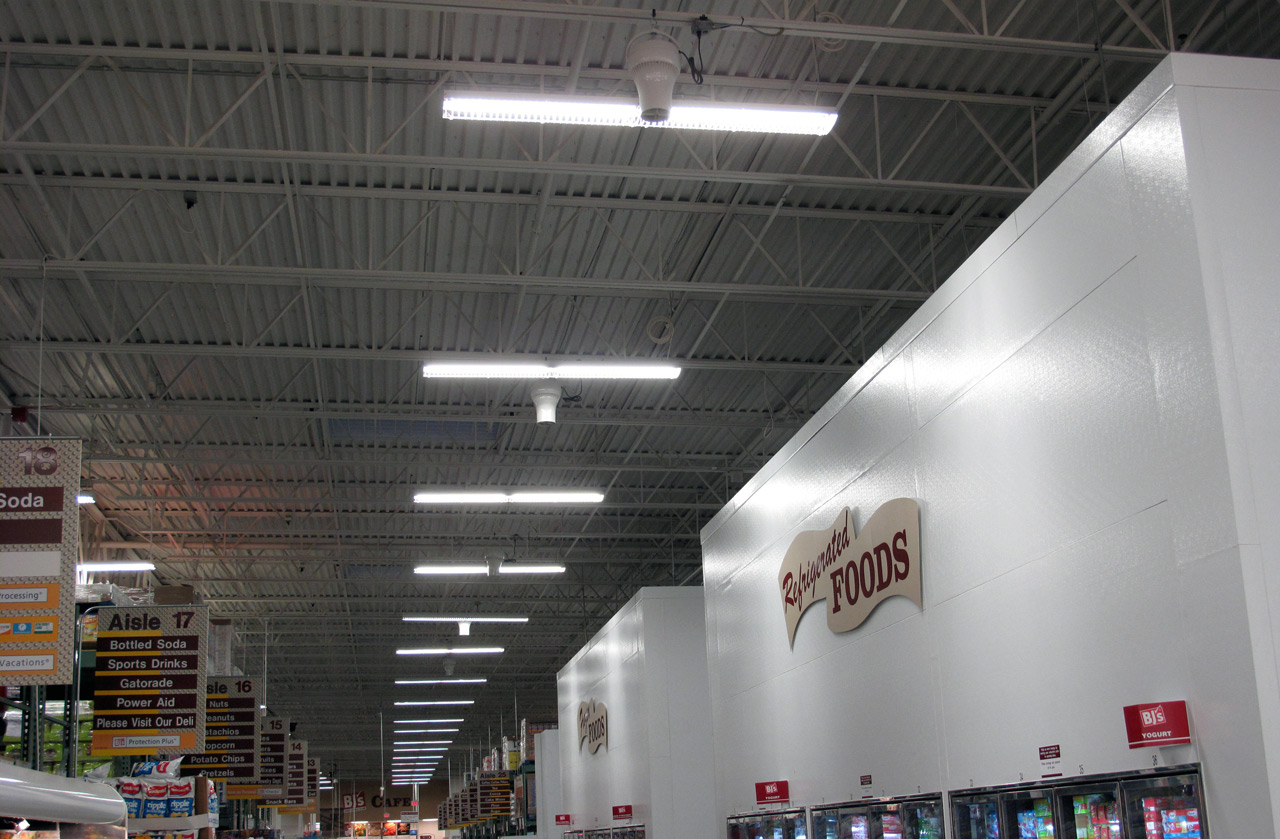
Destratificatori d'aria installati all'interno di un punto vendita negli Stati Uniti

La rumorosità è dovuta dall'attrito generato dalle pale rotanti della ventola nel momento in cui è in funzione. Nuovi modelli dell'apparecchio invece sono silenziosi.

## Vantaggi e svantaggi

### Vantaggi
Il vantaggio principale sta nel garantire il calore coprendo totalmente gli ambienti molto grandi mantenendoli caldi evitando così dispersioni termiche verso il soffitto. Lo si può inoltre impiegare anche d'estate per i ricambi d'aria e/o per ridurre l'umidità.

### Svantaggi
L'unico svantaggio sta nell'aumento dei consumi elettrici prodotto da questo apparecchio che viene utilizzato molto durante la stagione invernale abbinato alle fonti di riscaldamento quali aerotermi, caloriferi, ecc... .